# Zaltan

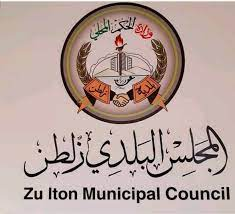
Logotipo del Ayuntamiento de Zaltan.

Zaltan o Zelten ( en árabe : زلطن ) es una ciudad en el distrito de An Nuqat al Khams al noroeste de Libia . La ciudad, que tiene una población de alrededor de 17.700 (2009), se encuentra en la costa del Mediterráneo. Está a unos 140 kilómetros al oeste de Trípoli .

## Historia
La ciudad existe desde, al menos, la época romana. Las excavaciones arqueológicas han puesto al descubierto, no sólo las partes del casco antiguo, sino también prensas romanas de oliva.

## Economía
El entorno es principalmente la agricultura de tierras secas con cebada, trigo, aceitunas, dátiles, frutas cítricas, higos y uvas planteadas para la exportación. Hay un intercambio secundario en el ganado, principalmente ovejas, cabras y camellos, traídos de las comunidades periféricas. La sal que se ha recogido en recipientes desde la época romana. La cercanía Zaltan a la frontera tunecina la ha convertido en un centro regional para el comercio. El aceite de oliva y aceite de palma se producen localmente.

## Cultura
Hay un pequeño museo en Zaltan que muestra algunos de los hallazgos arqueológicos locales, y hay un festival anual de poesía.